# Narciso nero (film)
Narciso nero (Black Narcissus) è un film del 1947 diretto da Michael Powell ed Emeric Pressburger.
La pellicola è ispirata all'omonimo romanzo di Rumer Godden del 1939.

## Trama
Una missione di suore cattoliche dell'Ordine dei Servi di Maria è invitata dal generale Toda Rai, il Rajput sovrano di uno stato principesco sull'Himalaya, 
per istituire una scuola e un ospedale. Il convento sarà situato a Mopu, un palazzo fatiscente in alto su un dirupo dove in precedenza il padre del generale teneva il suo harem. Un ordine di monaci aveva già tentato senza successo di stabilirsi lì, e l'agente del generale, il sig. Dean, rende loro chiare le difficoltà sociali e ambientali che dovranno affrontare. L'ambiziosa suor Clodagh viene nominata Madre Superiora e inviata con altre quattro suore: suor Philippa per l'orto; suor Briony per l'infermeria; suor Blanche, meglio conosciuta come "suor Soave", per insegnare la lavorazione del merletto; e sorella Ruth, emotivamente instabile, per le lezioni generali. Il sig. Dean non è impressionato da loro e prevede che riusciranno a rimanere solo fino all'inizio della stagione dei monsoni.
Durante l'allestimento del convento, le monache affrontano vari problemi con il vecchio edificio, che presenta molti dipinti a sfondo erotico, e con la popolazione locale indù, scontrandosi spesso con la custode nativa dell'edificio Angu Ayah. Hanno difficoltà ad accettare un santone nei pressi del convento (zio del generale) che passa tutto il tempo a fissare le montagne. Accolgono una ragazza del posto di nome Kanchi per cercare di controllare il suo spirito erratico e impartiscono lezioni all'attuale erede del generale, denominato Giovane Generale, per fargli comprendere la cultura occidentale prima di un viaggio in Gran Bretagna. Kanchi viene frustata da Ayah per aver rubato, ma il Giovane Generale la ferma e finisce per innamorarsene.
Ogni sorella sembra soffrire problemi personali causati dall'ambiente circostante, che pare amplificare le emozioni. Briony soffre di problemi di salute e Philippa si perde nella bellezza dell'ambiente circostante piantando fiori nell'orto invece di primizie. Ruth, già instabile, diventa sempre più gelosa di Clodagh e passionalmente ossessionata dal sig. Dean. Suor Clodagh ricorda una storia d'amore fallita in Irlanda che l'aveva effettivamente spinta a unirsi all'ordine. Il crescente attaccamento di suor Soave ai bambini finisce in tragedia quando dà una medicina a un bambino gravemente malato. La morte del bambino fa infuriare la gente del posto, che incolpa la missione, mettendo a dura prova le suore. Il sig. Dean cerca senza successo di persuadere suor Clodagh ad andarsene prima che accada qualcosa di spiacevole.
Una notte suor Clodagh affronta l'ormai insana suor Ruth, che la informa di aver rinunciato ai voti, trovandola vestita con un abito femminile rosso che aveva ordinato per sedurre il signor Dean. Dopo aver sbeffeggiato suor Clodagh mettendosi un vistoso rossetto rosso davanti a lei, Ruth sfugge alla sua veglia recandosi dal sig. Dean. Quando questi rifiuta le sue avance, lei ha un completo crollo mentale e torna alla missione con l'intento di uccidere suor Clodagh. Quando suor Clodagh sta suonando la campana per il servizio mattutino situata sul bordo di un dirupo, Ruth tenta di spingerla oltre nel vuoto. Nella lotta, Ruth precipita e muore. La missione parte proprio all'inizio della stagione dei monsoni, con l'ultima richiesta di Clodagh al sig. Dean di prendersi cura della tomba di Ruth.

## Critica
Definito  «insolita fantasia erotica», Pietro Bianchi, annotò, all'epoca, come Narciso nero avesse «suscitato furibonde polemiche negli Stati Uniti perché giudicato irriverente nei riguardi della cattolicità». Scrisse inoltre che il film in Italia circolò liberamente nelle sale. «(...) il fatto che questo film giri liberamente nella terra che ospita il Papa e dove è al comando un governo cattolico, ci sembra un'ottima dimostrazione di un liberalismo culturale che non può che far onore al giovane onorevole Andreotti, accusato proprio in questi giorni (non possiamo dire se a torto o a ragione) di oscurantismo culturale o peggio nei riguardi delle cose di cinema».

## Produzione
Il film fu prodotto dalla The Archers (con il nome A Production of the Archers) e dall'Independent Producers che non viene accreditata nei titoli. Tra i produttori appare anche la Metro-Goldwyn-Mayer per aver concesso l'autorizzazione a Deborah Kerr - sotto contratto con la compagnia di Culver City - di partecipare al film.

### Distribuzione
Distribuito dalla General Film Distributors (GFD), il film uscì in prima a Londra il 24 aprile 1947, uscendo poi nelle sale cinematografiche britanniche il 26 maggio. Negli Stati Uniti, il film ebbe una prima a New York il 13 agosto 1947, distribuito dall'Universal Pictures.

## Riconoscimenti
- 1947 - New York Film Critics Circle Awards
  - miglior attrice protagonista a Deborah Kerr
- 1948 - Premio Oscar
  - miglior fotografia di un film a colori assegnato a Jack Cardiff
  - migliore scenografia di un film a colori assegnato ad Alfred Junge
- Nel 1999 il British Film Institute l'ha inserito al 44º posto della lista dei migliori cento film britannici del XX secolo.[5]

## Promozione
La realizzazione dei manifesti, per l'Italia, fu affidata al pittore cartellonista Anselmo Ballester di Roma.